# Oláhsályi
Oláhsályi (románul: Șeulia de Mureș), németül Salvey, más néven Sályi vagy Sálya falu Romániában, Maros megyében.

## Története
Oláhkocsárd község része. A trianoni békeszerződésig Kis-Küküllő vármegye Radnóti járásához tartozott.

## Népessége
2002-ben 671 lakosa volt, ebből 654 román, 11 cigány és 6 magyar nemzetiségű.

## Vallások
A falu lakói közül 622-an ortodox, 2-en római katolikus, 2-en református, 34-en pünkösdista hitűek és 1 fő görögkatolikus.